# Karel Lichtnégl

Karel Lichtnégl (né le 30 août 1936 à Hodonín et mort le 15 janvier 2015 à Brno) est un footballeur international tchécoslovaque. Il participe aux Jeux olympiques d'été de 1964, remportant la médaille d'argent avec la Tchécoslovaquie.

## Biographie

### En club
Karel Lichtnégl joue principalement en faveur du Zbrojovka Brno.
Il dispute 17 matchs en Coupe des villes de foires (cinq buts), et quatre en Coupe des coupes. Il est quart de finaliste de la toute première édition de la Coupe des Coupes en 1960, puis quart de finaliste de la Coupe des villes de foires en 1964. Le 5 décembre 1965, il est l'auteur d'un doublé en Coupe des villes de foires contre le club italien de la Fiorentina.

### En équipe nationale
Karel Lichtnégl reçoit trois sélections en équipe de Tchécoslovaquie entre 1963 et 1964.
Il joue son premier match en équipe nationale le 24 avril 1963, en amical contre l'Autriche (défaite 3-1 à Vienne). Il joue son deuxième match le 28 avril 1963, en amical contre la Bulgarie (défaite 1-0 à Sofia). Il reçoit sa dernière sélection le 17 mai 1964, en amical contre la Yougoslavie (défaite 2-3 à Prague).
Il participe avec l'équipe olympique aux Jeux olympiques d'été de 1964 organisés à Tokyo. Lors du tournoi olympique, il joue cinq matchs, inscrivant deux buts. La Tchécoslovaquie s'incline en finale contre la Hongrie.

## Palmarès

### équipe de Tchécoslovaquie
- Jeux olympiques de 1964 :
  -  Médaille d'argent.